# Gaetano Marotta
Gaetano Marotta (Trecchina, 21 marzo 1775 – Napoli, 9 maggio 1854) è stato un patriota e politico italiano.

## Biografia
Nacque da Donato, medico trecchinese, e da Caterina Ginnari, esponente di una famiglia gentilizia di Maratea.
Andò a studiare a Napoli e qui entrò in contatto con gli esponenti del giacobinismo napoletano. Con il padre fu coinvolto nei fatti svolti nel suo paese durante l'esperienza della Repubblica Partenopea. 
Dopo la caduta della repubblica fu incarcerato e poi esiliato in Francia.
Ritornato nel Regno di Napoli nel 1802, tornò a Trecchina dove aprì una scuola. Qui, nel 1806 si schierò a favore dei napoleonici e contro i Borbone di Napoli durante l'invasione francese. Divenne amministratore del suo paese e governatore del circondario comprendente Trecchina, Lauria e Maratea durante il decennio francese.
Dopo la Restaurazione fu nuovamente carcerato ma liberato con l'obbligo di abbandonare Trecchina. 
Riparò con il padre e il fratello a Napoli, dove, nel 1820, divenne "Gran Maestro" nella Carboneria. Fu eletto al parlamento napoletano del 1820.
Venne incluso nell'elenco dei consiglieri distrettuali di Basilicata pur risiedendo a Napoli, dove morì, mentre svolgeva il ruolo di esattore di gabella.

## Fonti e bibliografia
- Pedio Tommaso, Uomini, aspirazioni e contrasti nella Basilicata del 1799, Matera, Montemurro, 1961.